# 三宅正次
三宅 正次（みやけ まさつぐ）は、戦国時代から安土桃山時代の武将。

## 経歴
元亀3年（1572年）の三方ヶ原の戦いでの徳川家康の敗走に従い、天正3年（1575年）の長篠の戦いにも従軍。天正10年6月2日（1582年6月21日）の徳川家康の伊賀越えに随行している。
天正12年（1584年）の長久手の戦いでは、高力正長と共に堀秀政の軍を攻め、首級を挙げたが、軍法に違反したとして一時籠居させられた。天正18年（1590年）の小田原征伐では、和議の使者として韮山城に赴いた。その後、武蔵国足立郡指扇領において5000石を与えられた。
慶長元年12月5日（1597年1月22日）、久野宗能の嫡子宗朝の私怨によって殺害された。あるいは慶長4年（1599年）に死去ともされる。